# Hungersnöden i Sovjetunionen 1932–1933

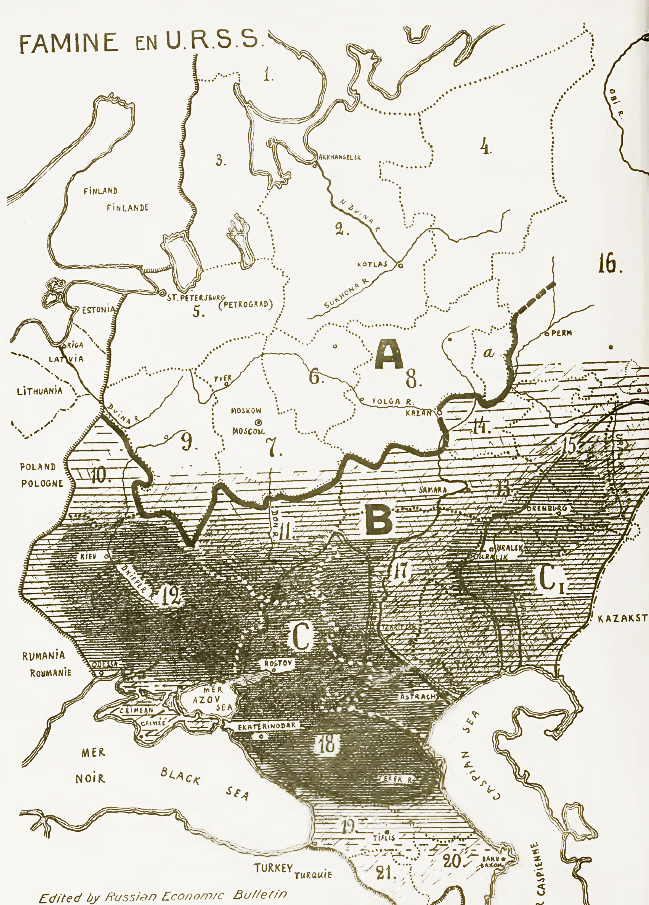
Värst drabbade områden i svart.

Hungersnöden i Sovjetunionen 1932–1933 drabbade cirka 40 miljoner människor, och skördade 6–8 miljoner liv, huvudsakligen i Ukraina, (se holodomor) och Kazakstan (se hungersnöden i Kazakstan 1932–1933). Katastrofen hölls hemlig och först i och med att de sovjetiska statsarkiven blev tillgängliga har man kunnat rekonstruera omfattningen.

## Hungersnödens förlopp sammanfattningsvis
- Bönderna som sedan 1920-talet hade sålt skörden till staten, och ofta till låga priser, motsatte sig på olika sätt de statliga uppköpen. I vanliga fall sålde de 15–20 % av skörden, sparade 12–15 % för utsäde, 25–30 % sparades som foder, och resten disponerade de själva.
- Kollektivisering av bönderna (kulakerna) 1930–1931 genomfördes med tvångsåtgärder av så kallade avkulakiseringsbrigader, enligt en plan utarbetad av Vjatjeslav Molotov.
- Staten ökade sin uttagskvot till 33–38 %, och under missväxten 1931 till 40–47 % (beroende på markens bördighet)
- De bönder som stämplades som "kulaker" (rika bönder) kunde utsättas för en rad repressalier. De kunde avrättas, fängslas, deporteras eller förbjudas att gå med i kolchoser. Enligt en sammanställning av siffror 2010 deporterades år 1930 75 000 "kulakfamiljer", vilket motsvarar ca 300 000 individer. De deporterades till Sibirien, Centralasien och kusten mot Stilla havet. Förutsättningarna för att överleva var låga och många av de deporterade dog på grund av de svåra förhållandena på platserna dit de anlände.[2]
- I augusti 1932 rapporterade Molotov till politbyrån att "det förelåg en verklig fara för hungersnöd även i sådana distrikt där skörden hade varit utmärkt".[3]
- För att förhindra att bönderna sökte sig till städerna infördes 27 december 1932 inrikespass och obligatorisk registrering av alla stadsbor. Försäljningen av tågbiljetter stoppades i de regioner som var drabbade av hungersnöden.

Från vissa håll, bland annat ukrainska historiker och publicister, hävdas att hungersnöden var ett medvetet "folkmord på det ukrainska folket" (S. Merl). Svälten slog dock till lika hårt mot Kuban- och Donkosackerna, samt mot Kazakstan, där kazakerna kom i minoritetsställning, dels på grund av den stora mängden kazaker som svalt till döds, dels på grund av den stora mängden inflyttande ryssar (se hungersnöden i Kazakstan 1932–1933).